# La Reine Margot (série télévisée)
Pour les articles homonymes, voir La Reine Margot et La Reine Margot (homonymie).
La Reine Margot (Королева Марго, Koroleva Margo) est une série télévisée historique réalisée par Alexandre Mouratov (ru) et produite par Sergueï Jigounov, diffusée en 1996 en Russie.
La série a été l'une des plus populaires des années 1990 en Russie.

## Synopsis
Afin de cimenter une autre paix éphémère entre les catholiques et les huguenots protestants en France, le 18 août 1572, la sœur du roi Charles IX, Marguerite, est donnée en mariage à l'un des chefs huguenots, Henri de Bourbon, roi de Navarre, son cousin au troisième degré, le prince du sang.
Son mariage, célébré en grande pompe à Paris, s'est terminé par la Saint-Barthélemy. Pendant le massacre, Margot sauve accidentellement un noble protestant blessé et tombe amoureuse de lui.

## Fiche technique
Sauf indication contraire, les informations mentionnées dans cette section peuvent être confirmées par la base de données cinématographiques IMDb,  présente dans la section « Liens externes ».
- Création : Sergueï Jigounov[2]
- Réalisation : Alexandre Mouratov (ru)
- Scénario : Marina Mareeva
- Costume : Natalia Polakh (ru)
- Décors : Viktor Yuchin
- Photographie : Oleg Martinov (ru), Pavel Nebera (ru)
- Musique : Eugen Doga
- Son : Yuli Kim, Mikhaïl Bulianov
- Montage : Eleanor Praksina, Valeri Todorovski, Natalia Kucherenko
- Producteur : Sergueï Jigounov
- Sociétés de production : Informkino, Shans
- Nombre de saisons : 1
- Nombre d'épisodes : 18
- Date de première diffusion : 7 septembre 1996
- Pays d'origine :  Russie

## Distribution
- Evguenia Dobrovolskaïa : Marguerite de France dite « la reine Margot »
- Mikhaïl Efremov : Charles IX
- Ekaterina Vassilieva : Catherine de Médicis
- Dmitri Pevtsov : Henri de Navarre
- Dmitri Kharatian : La Môle
- Sergueï Jigounov : Coconas
- Sergueï Iourski : René Bianchi
- Viktor Aboldouïev : François, duc d’Alençon
- Boris Kliouïev : duc Henri de Guise
- Mikhaïl Boïarski : Maurevert
- Vera Sotnikova (ru) : Henriette de Nevers
- Nikolaï Karatchentsov : De Mui
- Armen Djigarkhanian : Caboche, le bourreau
- Evguenia Glouchenko : Madlon, l'infirmière de Charles IX
- Olga Drozdova (ru) : Charlotte de Sauve
- Vsevolod Larionov : l'Amiral Gaspard de Coligny
- Olga Kabo : Marie Touchet
- Alexandre Domogarov : Comte de Bussy
- Boris Romanov (ru) : Ambroise Paré
- Evgueni Dvorjetski (ru) : Henri d'Anjou

## Liste des épisodes
1. Книга судеб (« Le Livre des destins »)
2. День святого Варфоломея (« Le Massacre de la Saint-Barthélemy »)
3. Кровавая месса (« Une masse sanglante »)
4. Горе побеждённым (« Malheur aux vaincus »)
5. Любовь небесная, любовь земная (« Amour céleste, Amour terrestre »)
6. Поединок (« Duel »)
7. Рукопожатие палача (« La Poignée de main du bourreau »)
8. Плащ из вишнёвого бархата (« La Cape de velours cerise »)
9. Королевские гончие (« Chiens royaux »)
10. Некоролевское счастье (« Un bonheur non royal »)
11. Сыновья волчицы (« Le Fils de la louve »)
12. Верёвочная лестница (« L'Échelle de corde »)
13. Счастливчик Ла Моль (« La chance de La Môle »)
14. Пятница тринадцатое (« Vendredi 13 »)
15. Честь дома Валуа (« L'Honneur de la Maison des Valois »)
16. Венсенский замок (« Le Château de Vincennes »)
17. Испанские сапоги (« Bottes espagnoles »)
18. Пепел (« Cendres »)